# Kurscha-2

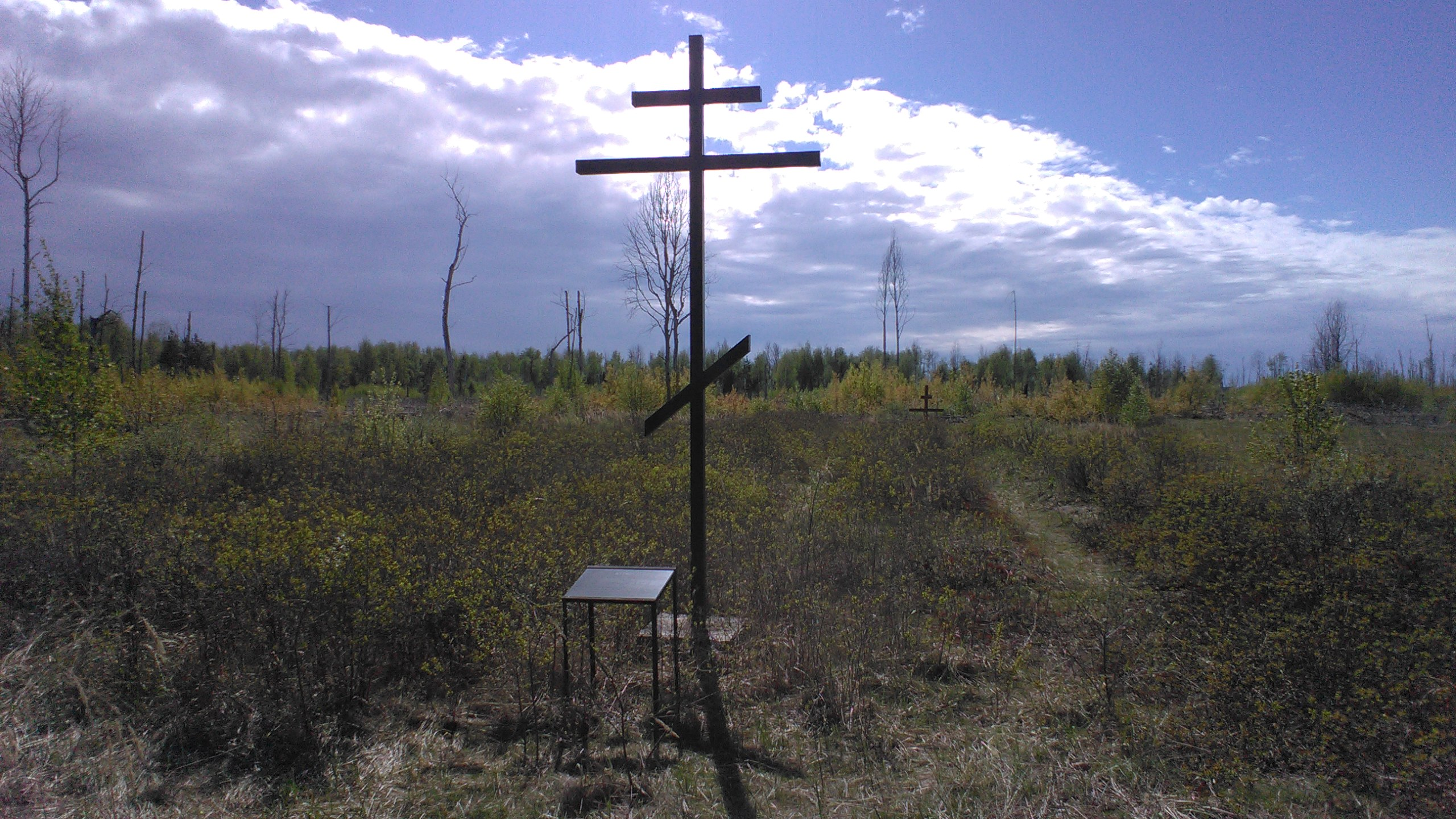
Grabstätte für die Opfer des Waldbrands in Kurscha-2

Kurscha-2 (russisch Ку́рша-2) war eine Ortschaft in der Oblast Rjasan, Sowjetunion.

## Infrastruktur
Der Ort wurde nach der Oktoberrevolution errichtet. Er diente als Arbeitersiedlung für Holzfäller und ihre Familien. Der Ort war über eine Schmalspurbahn an das Eisenbahnnetzlinie Tuma-Golowanowo angeschlossen. Das gefällte Holz wurde mit Dampflokomotiven zur Weiterverarbeitung nach Tuma transportiert – und von dort aus weiter nach Rjasan und Wladimir.

## Brandkatastrophe im August 1936
Am 3. August 1936 ereignete sich in dem Ort die opferreichste bekannte Waldbrandkatastrophe Europas sowie, nach dem Feuersturm von Peshtigo, die zweitschwerste überlieferte weltweit. In den Pinienwäldern unweit der Arbeitersiedlung war am Tag zuvor aus ungeklärter Ursache ein Brand ausgebrochen. Es war ein Zug beordert worden, um die Bewohner des Ortes zu evakuieren. Nachdem die Menschen die Eisenbahn bestiegen hatten, verzögerte sich die Abfahrt, weil der Zugleiter die Anweisung erteilt hatte, zusätzlich noch Holzstämme aufzuladen. Als der Zug losgefahren war, musste er nach etwa drei Kilometern vor einer brennenden Holzbrücke stoppen und war somit vom Feuer eingeschlossen. Alle Insassen kamen in dem Brand um.
Das Feuer von Kurscha-2 forderte Augenzeugenberichten zufolge etwa 1200 Todesopfer und löschte damit die Bevölkerung des Ortes, der regulär mehr als 1000 Saisonarbeiter beherbergte, quasi aus. Nur 20 Menschen überlebten.

### Gedenken
Da die sowjetische Regierung bemüht war, den Vorfall zu vertuschen beziehungsweise das Ausmaß der Tragödie zu verschleiern, wurde in den Medien kaum über den Vorfall berichtet. Eine Aufarbeitung der Ereignisse oder zumindest ein russlandweites Gedenken an die Opfer der Tragödie hat nie stattgefunden und es finden sich in Museen und in der Literatur nur wenig Daten zu der Katastrophe.
Am Ort wurde im Jahr 2011 ein Kreuz aufgerichtet und eine Gedenktafel erinnert an die Opfer, die in einem Massengrab bestattet sind.

## Nach dem Brandunglück
Der fast völlig zerstörte Ort wurde nach dem Brand in wesentlich kleinerem Umfang wiederaufgebaut. In der Nachkriegszeit war Kurscha-2 nur noch spärlich besiedelt. Die Siedlung wurde kurz nach dem Zweiten Weltkrieg endgültig aufgegeben. Im Jahr 2006 lebte im sieben Kilometer entfernten Ort Golowanowo die 90-jährige Iraida Konstantinowna Runowa als einzige Zeitzeugin und Überlebende des Unglücks.